# Джош Лукас
Джошуа Лукас Ізі Дент Морер (нар. 20 червня 1971) — американський актор. Він найвідоміший своїми ролями в фільмах, зокрема «Американський психопат» (2000), «Ти можеш на мене розраховувати» (2000), «Ігри розуму» (2001), «Халк» (2003), «Дорога до слави» (2006), «Посейдон» (2006), «Життя як воно є» (2010), «Адвокат на лінкольні» (2011), «Рудий пес» (2011), «Дж. Едгар» (2011), «Аутсайдери» (2019), «Судна ніч назавжди» (2021). Він також знімався в таких телевізійних серіалах: «Фірма» (2012), «Таємниці Лаури» (2014—2016), «Єллоустоун» (2018—2019).

## Раннє життя
Джошуа Лукас Ізі Дент Морер народився 20 червня 1971 року в Літтл-Рок, Арканзас, в родині Мішель (уроджена ЛеФевр), медсестри-акушерки, і Дона Морера, лікаря швидкої допомоги.
Лукас виріс, подорожуючи Півднем разом зі своїми батьками, які були антиядерними активістами, і трьома молодшими братами та сестрами. До 13 років він жив у 30 різних місцях, зокрема Айл-оф-Палмс і Салліванс-Айленд. Його мати навчалася в коледжі Емерсон разом з Джеєм Лено. Згодом родина оселилася в Гіг-Гарборі, штат Вашингтон. Він навчався в середній школі Копачук і закінчив школу Гіг-Гарбор у 1989 році, де грав у шкільних виставах.

## Кар'єра
У 19 років Лукас переїхав до Голлівуду, де почав кар'єру актора. У свої двадцять років він з'явився як запрошена зірка в кількох телевізійних ситкомах, зокрема у серіалах Fox «Три кольори», «Паркер Льюіс не може програти», у сімейній драмі «Життя триває» й у детективі CBS «Джейк і Товстун».
Він знімався у жахастику з елементами трилера «Дитя темряви, дитя світла», в екранізації роману «Діва» Джеймса Паттерсона. У фільмі розповідається про двох католицьких школярок, які завагітніли за таємничих і надприродних обставин. Після цієї появи Лукас працював із виконавчим продюсером Стівеном Спілбергом і тоді ще невідомим актором Клайвом Овеном у телевізійному фільмі «Випуск 61-го», який розповідає про історію групи курсантів Вест-Поінта у 1861 році на початку громадянської війни. Лукас зіграв Джорджа Армстронга Кастера.
Після цього він дебютував у повнометражному фільмі Френка Маршалла «Живі» про групу уругвайських регбістів, які після авіакатастрофи в горах Анд вдаються до канібалізму, щоб вижити. Після короткої появи в комедії Патріка Свейзі «Відчайдушний тато» Лукас переїхав до Австралії, щоб зіграти гарячого американського кузена Люка Мак-Грегора разом з Ендрю Кларком і Гаєм Пірсом у першому сезоні сімейного вестерну «Снові-Рівер: Сага про Мак-Грегора». Лукас з'явився у всіх 13 епізодах першого сезону, але в одному з пізніших інтерв'ю заявив, що попри дружнє оточення, він сумував за США, його персонаж був убитий у другому епізоді 2 сезону. Повернувшись у Голлівуд, він отримував пропозиції ролей бойфрендів з середньої школи/коледжу, які, на його думку, не відповідали його віку. Під час роботи з Джорджем К. Скоттом над телевізійним фільмом за мотивами серіалу «У розпалі ночі» Скотт порадив йому взяти уроки акторської майстерності та розвивати свій талант як на сцені, так і на екрані. Після цього він залишив Голлівуд і переїхав до Нью-Йорка, де навчався приватно з різними тренерами акторської майстерності.

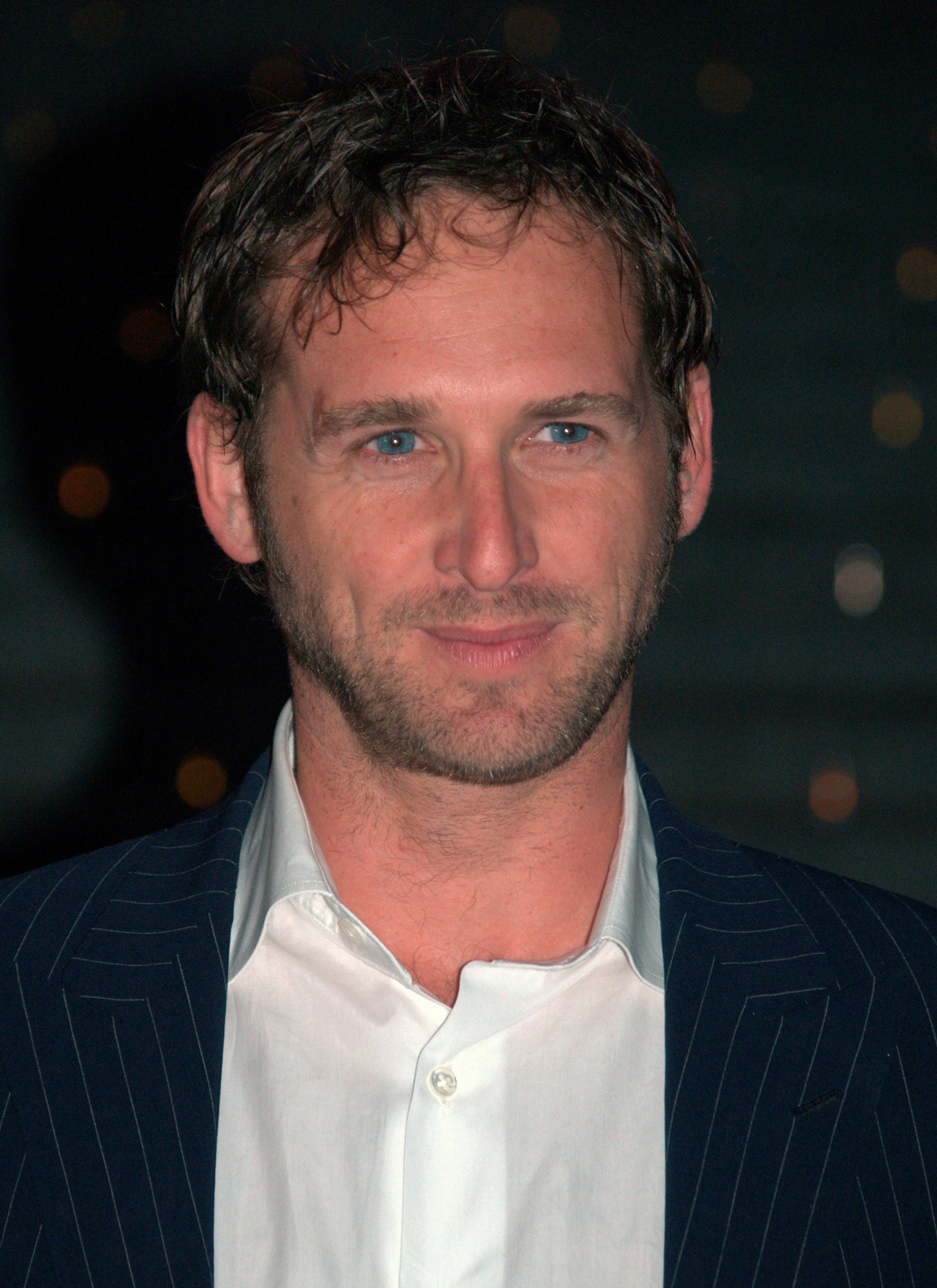
Лукас на вечірці «Vanity Fair», Нью-Йорк, 21 квітня 2009 року

Друга частина його кар'єри почалася з головної ролі в британському фільмі про веслування «Справжній синій» (що вийшов у США як «Диво в Оксфорді»), в якому він зіграв чудового весляра ВМС, якого разом з трьома іншими американцями залучили для допомоги Оксфорду виграти щорічні перегони на човнах з Кембриджем. Після цього він зіграв відносно невеликі ролі в драмах «Мінотавр» і «Жнива». Він вперше спробував себе у комедії «Точно можливо», де зіграв недавнього випускника коледжу, якого звільняють з роботи та він зі старим другом планує купити будинок у Гемптоні.
Він з'явився в ролі американського бізнесмена в романтичній комедійній драмі Джул Гілфіллан «Непосиди». Він також зіграв в оф-Бродвейській постановці суперечливої опери Терренса Мак-Неллі «Тіло Крісті», переповіді Страстей Христових, де герой Ісуса (на ім'я Джошуа) та його учні були геями. Лукас зіграв роль Юди як хижака-гея. Безпосередньо перед початком вистави Лукас був пограбований і побитий дорогою на генеральну репетицію в театрі. Він зіграв роль Юди із закривавленими пов'язками на розбитому носі та чорними очима. Глядачі подумали, що бинти були частиною вистави. Після серії операцій з відновлення свого носа він почав отримувати помітні ролі у таких фільмах, як «Американський психопат», «Вага води», «Дев'ята сесія», «Танцівниця», «Коли з'являються незнайомці» та «Ти можеш на мене покластися».

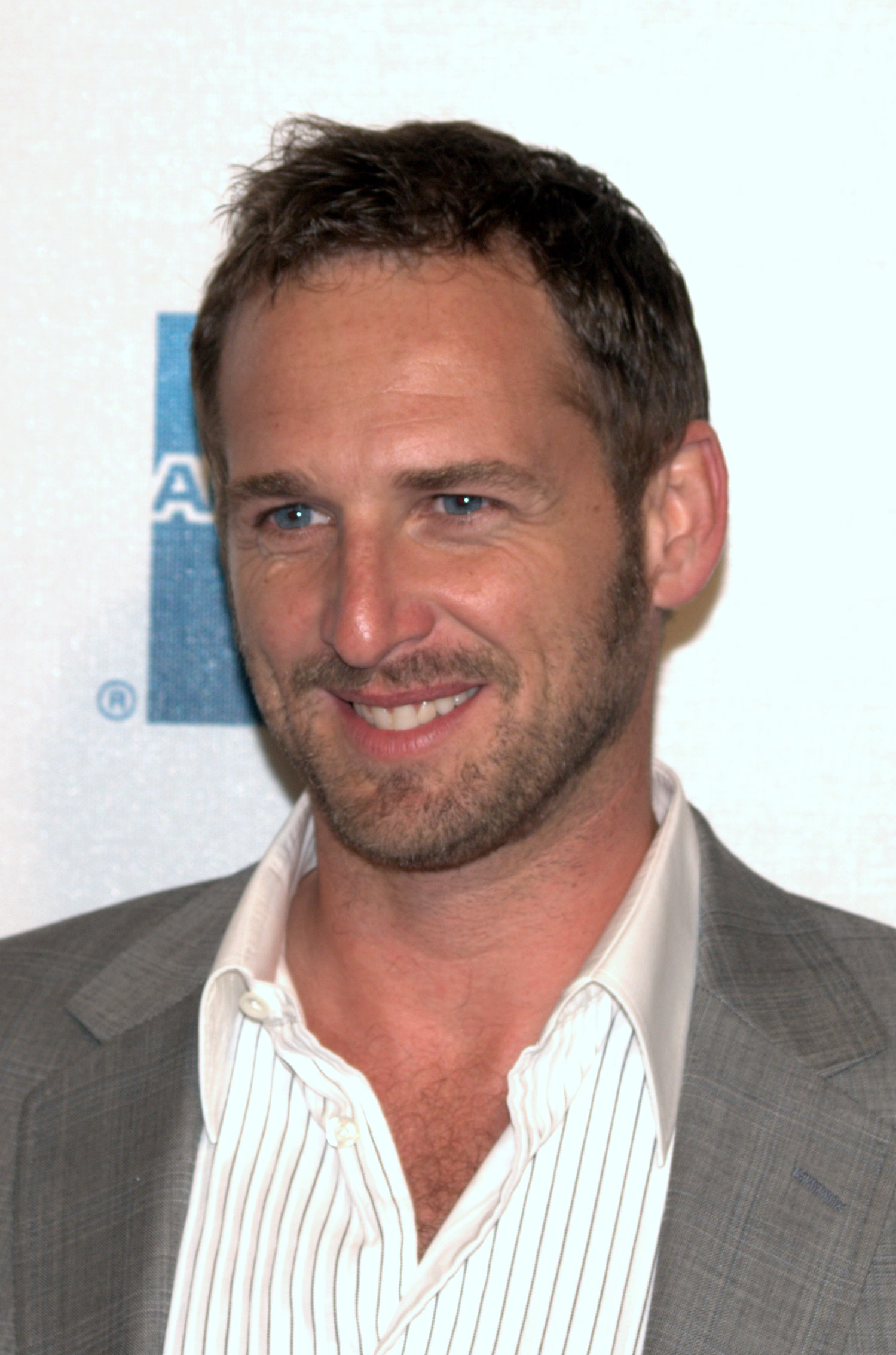
Лукас на прем'єрі фільму «Полівуд», 2009

Однією з перших повнометражних ролей Лукаса була роль Джейса «Флеша» Діллона в кінематографічному симуляторі польоту для ПК «Wing Commander III: Heart of the Tiger».
Лукас отримав популярність після своїх ролей у фільмах «Алабама — рідний дім», «Ігри розуму» та ролі Глена Телбота в «Халку». Пізніше він зіграв головні ролі в таких фільмах, як «Дорога до слави», «Посейдон» і «Стелс». У «Дорозі до слави» він зіграв баскетбольного тренера Дона Гаскінса, для чого він погладшав на 18 кг.
Його наступним проєктом стала «Смерть у коханні» Боаза Якіна. «Пікок» — ще один фільм, в якому він знявся. 2009 року Лукас зіграв головну роль у спродюсованому Рідлі Скоттом фільмі «Викривач», заснованому на оповіданні Едгара Аллана По «Серце виказало». Раніше того ж року Лукаса бачили на сцені в оф-Бродвейській виставі «Сполдінг Грей: Історії, які залишилося розповісти». Лукас також завершив свою другу співпрацю з режисером документальних фільмів Кеном Бернсом після участі у його фільмі «Війна». Інші документальні роботи Лукаса включають «Операція „Повернення додому“», «Трамбо» та «Рішучий», який здобув нагороду глядацьких симпатій кінофестивалю в Лос-Анджелесі. У лютому 2010 року він отримав роль батька-одинака розумово відсталого хлопчика у трилері Андерса Андерсона «Викрадений», де знявся разом з Роною Мітрою та Джоном Геммом; фільм мав обмежений прокат у кінотеатрах у березні 2010 року. Лукас також знявся у фільмі «Тіні та брехня» 2010 року разом із Джеймсом Франко та Джуліанною Ніколсон. 2011 року Лукас зіграв разом з Рейчел Тейлор у фільмі «Рудий пес», заснованому на реальній історії австралійського келпі. За свою роль Лукас здобув нагороду Inside Film Award. Він також знявся в телевізійному шоу NBC «Фірма», дія якого відбувається через десять років після роману Джона Грішема, на основі якого він заснований. Шоу тривало один сезон.
У 2013 році Лукас отримав головну роль у незалежній комедійній драмі «Виправлення». Прем'єра режисерського дебюту Джона Магері відбулася на «South By Southwest» у березні 2014 року, коли Лукас отримав низку позитивних відгуків за роль Мета, одного з двох неблагополучних братів, які сперечалися в маленькій квартирі в Гарлемі. З вересня 2014 року по березень 2016 року Лукас з'являвся в ролі головного героя кримінальної драми NBC «Таємниці Лаури».
У 2018 році Лукас отримав повторювану роль у серіалі «Єллоустоун» як молодшу версію Джона Даттона, яку зіграв Кевін Костнер.
Кар'єра Лукаса також включає закадрову роботу (або озвучування) з Breathe Bible.
Лукас також є власником і промоутером компанії Filthy Food разом із друзями Марком і Деніелом Сінгерами.

## Особисте життя

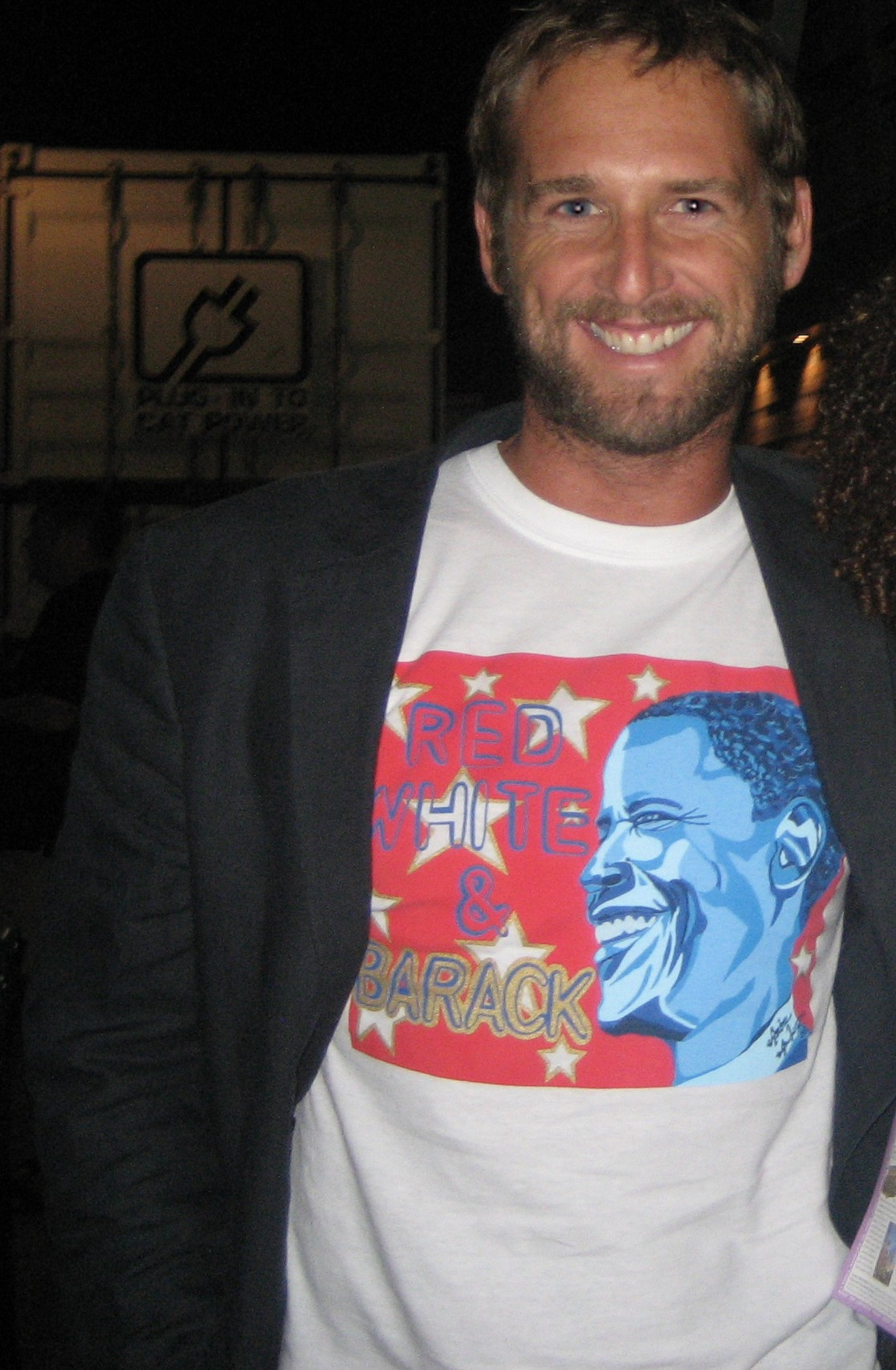
Лукас на з'їзді у Денвері, штат Колорадо, серпень 2008 року

У 2011 році Лукас познайомився з письменницею-фрілансером Джесікою Сьенсін Енрікес у парку для собак. Вони заручилися через шість тижнів і одружилися 17 березня 2012 року в Центральному парку. У червні 2012 року народився їхній первісток Ной Рев Морер. У січні 2014 року Сьенсін Енрікес подала на розлучення, процес завершився у жовтні 2014 року.
Лукас вперше приєднався до команди YouthAIDS, коли знімав кампанію ALDO щодо інформування про ВІЛ/СНІД у квітні 2005 року. Незабаром після цього він офіційно став послом YouthAIDS на Гала-концерті YouthAIDS 2005, Faces of Africa. Профілактика ВІЛ/СНІДу є особливо важливою для нього, оскільки його мати «зробила кар'єру, консультуючи молодих чоловіків і жінок, сподіваючись познайомити з руйнівними та часто смертельними наслідками цієї надто поширеної хвороби, якій легко запобігти».

### Політика
Лукас підтримував президента Барака Обаму під час президентської кампанії 2008 року, добровільно допомагаючи потенційним виборцям зареєструватися в коледжах Пенсільванії. Лукас стукав у двері та телефонував у банк, одягаючи сорочку Обами 45 днів поспіль. Він також був у Денвері, штат Колорадо, на національному з'їзді Демократичної партії 2008 року з групою акторів під назвою «Творча коаліція».

## Фільмографія
| Рік       |    | Українська назва                       | Оригінальна назва                                   | Роль                        |
| --------- | -- | -------------------------------------- | --------------------------------------------------- | --------------------------- |
| 1990      | с  | Три кольори                            | True Colors                                         | Джонатан                    |
| 1990      | с  | Життя триває                           | Life Goes On                                        | Ділан                       |
| 1991      | с  | Паркер Льюїс не може програти          | Parker Lewis Can't Lose                             | Еван                        |
| 1991      | тф | Джейк і Товстун                        | Jake and the Fatman                                 | Джефф Бойс                  |
| 1993      | тф | Випуск 61-го                           | Class of '61                                        | Джордж Армстронг Кастер     |
| 1993      | ф  | Живі: Чудо Анд                         | Alive                                               | Філіп Рестано               |
| 1993      | ф  | Відчайдушний тато                      | Father Hood                                         | Енді                        |
| 1994      | вг | Wing Commander III: Heart of the Tiger | Wing Commander III: Heart of the Tiger              | Майор Джейс «Флеш» Діллон   |
| 1994      | с  | У розпалі ночі                         | In the Heat of the Night                            | Тодд Вокер                  |
| 1994—1995 | с  | Снові-Рівер: Сага про Мак-Грегора      | Snowy River: The McGregor Saga                      | Люк Мак-Грегор              |
| 1996      | ф  | Той, що худне                          | Thinner                                             | медбрат                     |
| 1996      | ф  | Справжній синій                        | True Blue                                           | Ден Воррен                  |
| 1997      | ф  | Точно можливо                          | The Definite Maybe                                  | Ерік                        |
| 1998      | ф  | Непосиди                               | Restless                                            | Джефф                       |
| 1998      | ф  | Жнива                                  | Harvest                                             | Клей Аптон                  |
| 1999      | с  |                                        | Cracker                                             | Лейтенант Мейсі             |
| 2000      | ф  | Ти можеш на мене покластися            | You Can Count on Me                                 | Руді                        |
| 2000      | ф  | Танцівниця                             | The Dancer                                          | Стефан                      |
| 2000      | ф  | Американський психопат                 | American Psycho                                     | Крейг                       |
| 2000      | ф  | Вага води                              | The Weight of Water                                 | Річ Джеймс                  |
| 2001      | ф  |                                        | The Deep End                                        | Дербі Ріс                   |
| 2001      | ф  | Дев'ята сесія                          | Session 9                                           | Генк Ромеро                 |
| 2001      | ф  | Коли з'являються незнайомці            | When Strangers Appear                               | Пітер                       |
| 2001      | ф  | Ігри розуму                            | A Beautiful Mind                                    | Мартін Гансен               |
| 2002      | ф  | Берега                                 | Coastlines                                          | Едді Ванс                   |
| 2002      | ф  | Стильна штучка                         | Sweet Home Alabama                                  | Джейк Перрі                 |
| 2003      | ф  | Халк                                   | Hulk                                                | Глен Телбот                 |
| 2003      | ф  | Старі леви                             | Secondhand Lions                                    | дорослий Волтер             |
| 2003      | ф  | Вандерленд                             | Wonderland                                          | Рон                         |
| 2004      | ф  | Підводна течія                         | Undertow                                            | Ділл Ман                    |
| 2004      | ф  | Божевільний                            | Around the Bend                                     | Джейсон Лейр                |
| 2005      | с  | Емпайр Фоллз                           | Empire Falls                                        | Молодий Макс Робі           |
| 2005      | ф  | Стелс                                  | Stealth                                             | Бен Ганнон                  |
| 2005      | ф  | Незакінчене життя                      | An Unfinished Life                                  | Крейн Кертіс                |
| 2006      | с  | Вілл і Грейс                           | Will & Grace                                        | себе                        |
| 2006      | ф  |                                        | Glory Road                                          | Дон Гаскінс                 |
| 2006      | ф  | Посейдон                               | Poseidon                                            | Ділан Джон                  |
| 2008      | ф  | Смерть у коханні                       | Death in Love                                       | найстарший син              |
| 2008      | ф  | Любовний менеджмент                    | Management                                          | Баррі                       |
| 2009      | ф  | Викривач                               | Tell-Tale                                           | Террі Бернард               |
| 2009      | ф  |                                        | Stolen                                              | Метью                       |
| 2009      | ф  | Пікок                                  | Peacock                                             | Том                         |
| 2009      | с  | Друга світова війна в HD               | WWII in HD                                          | Берт Стайлз                 |
| 2010      | ф  |                                        | Shadows and Lies                                    | бос                         |
| 2010      | ф  |                                        | Daydream Nation                                     | Баррі Андерсон              |
| 2010      | ф  | Життя як воно є                        | Life as We Know It                                  | Сем                         |
| 2011      | ф  |                                        | Little Murder                                       | Бен Чені                    |
| 2011      | ф  | Рудий пес                              | Red Dog                                             | Джон Грант                  |
| 2011      | ф  | Адвокат на лінкольні                   | The Lincoln Lawyer                                  | Тед Мінтон                  |
| 2011      | ф  |                                        | Hide Away                                           | молодий моряк               |
| 2011      | ф  | Дж. Едгар                              | J. Edgar                                            | Чарльз Ліндберг             |
| 2012      | с  | Фірма                                  | The Firm                                            | Мітч Мак-Дір                |
| 2012      | ф  | Медальйон                              | Stolen                                              | Вінсент Кінсі               |
| 2013      | ф  |                                        | Space Warriors                                      | Рой Манлі                   |
| 2013      | ф  | Біґ-Сур                                | Big Sur                                             | Ніл Кесседі                 |
| 2013      | ф  |                                        | Wish You Well                                       | Коттон Лонгфеллоу           |
| 2014      | ф  |                                        | Little Accidents                                    | Білл Дойл                   |
| 2014      | ф  |                                        | The Mend                                            | Мет                         |
| 2014      | ф  |                                        | Boychoir                                            | Джерард Олін                |
| 2014—2016 | с  | Таємниці Лаури                         | The Mysteries of Laura                              | Джейк Бродерік              |
| 2015—2017 | с  | Події минулого тижня з Джоном Олівером | Last Week Tonight with John Oliver                  | Криміналіст/інспектор мосту |
| 2016      | ф  |                                        | Dear Eleanor                                        | Френк Морріс                |
| 2016      | ф  |                                        | Youth in Oregon                                     | Денні                       |
| 2017      | ф  |                                        | The Most Hated Woman in America                     | Девід Вотерс                |
| 2017      | ф  | Вотерґейт: Падіння Білого дому         | Mark Felt: The Man Who Brought Down the White House | Чарлі Бейтс                 |
| 2018—2019 | с  | Єллоустоун                             | Yellowstone                                         | Молодий Джон Даттон         |
| 2018      | ф  | Що в них було                          | What They Had                                       | Едді Ерц                    |
| 2018      | ф  |                                        | Murderous Trance                                    | Бйорн                       |
| 2019      | ф  |                                        | Breakthrough                                        | Браян Сміт                  |
| 2019      | ф  | Аутсайдери                             | Ford v Ferrari                                      | Лео Біб                     |
| 2020      | ф  |                                        | She Dies Tomorrow                                   | Док                         |
| 2020      | ф  | Секрет: Наважитися мріяти              | The Secret: Dare to Dream                           | Брей Джонсон                |
| 2021      | ф  | Судна ніч назавжди                     | The Forever Purge                                   | Ділан Такер                 |
| 2022      | с  |                                        | Long Slow Exhale                                    | Гіллман Форд                |
| 2022      | с  |                                        | Mrs. American Pie                                   | Дуглас                      |
| 2025      | ф  | Карта, яка веде до тебе                | The Map That Leads to You                           |                             |

### Театр
| рік       | Назва     | Оригінальна назва  | роль |
| --------- | --------- | ------------------ | ---- |
| 2017–2018 | Парижанка | The Parisian Woman | Том  |